# Matthias Deutelmoser
Matthias Deutelmoser (* 19. Mai 1971) ist ein deutscher Schauspieler, Hörspiel-, Hörbuch- und Synchronsprecher.

## Schauspieltätigkeit
Von 1994 bis 1998 besuchte Deutelmoser das Max Reinhardt Seminar in Wien.
Als Schauspieler wirkte Deutelmoser in der Romanverfilmung Buddenbrooks mit. Außerdem war er in mehreren Serien, beispielsweise Polizeiruf 110 und SOKO Wismar, sowie in diversen Kurzfilmen zu sehen. Darüber hinaus wirkte Deutelmoser bereits in zahlreichen Theaterstücken mit.

## Synchrontätigkeit
Als Synchronsprecher lieh Deutelmoser bereits Schauspielern wie Orlando Bloom und Jeremy London seine Stimme. Er war in zahlreichen Filmen, darunter in den Teilen 1–3 und 5 von Pirates of the Caribbean, sowie in diversen Fernsehserien, darunter Scrubs – Die Anfänger, Lost und Smallville, zu hören.

## Filmografie
- 2005: Typisch Sophie
- 2006: Um Himmels Willen
- 2006: Die Rosenheim-Cops – Der Hahn ist tot
- 2006: In aller Freundschaft
- 2007: SOKO Wismar
- 2007: Alarm für Cobra 11 – Die Autobahnpolizei
- 2008: Die Stein
- 2008: SOKO Leipzig
- 2008: Buddenbrooks
- 2009: Polizeiruf 110 – Der Tod und das Mädchen
- 2011–2015: Knallerfrauen
- 2020: Ein starkes Team: Parkplatz bitte sauber halten

## Synchronisation (Auswahl)
Orlando Bloom
- 2001: Black Hawk Down als PFC Todd Blackburn
- 2003: Fluch der Karibik als Will Turner
- 2006: Pirates of the Caribbean – Fluch der Karibik 2 als William „Will“ Turner
- 2007: Pirates of the Caribbean – Am Ende der Welt als Captain William „Will“ Turner
- 2009: New York, I Love You als David Cooler
- 2017: Pirates of the Caribbean: Salazars Rache als Captain William „Will“ Turner

Scoot McNairy
- 2008–2009/2011: Bones – Die Knochenjägerin (Fernsehserie) als Noel Liftin
- 2010: My Name Is Earl (Fernsehserie) als Bettwanze
- 2012: Argo als Joe Stafford
- 2014: 12 Years a Slave als Brown
- 2014: Frank als Don
- 2015: Black Sea als Daniels
- 2015: Die Wahlkämpferin als Buckley
- 2016: Batman v Superman: Dawn of Justice als Wallace Keefe
- 2017: Sleepless – Eine tödliche Nacht als Rob Novak
- 2017: War Machine als Sean Cullen
- 2017: Vendetta – Alles was ihm blieb war Rache als Jacob
- 2017: Godless als Sheriff Bill McNue
- 2018–2021: Narcos: Mexico als Walt Breslin

Gustaf Skarsgård
- 2013–2019: Vikings als Floki
- 2018: Westworld als Karl Strand

### Filme
- 1995: Hikaru Midorikawa in Dragonball Z: Fusion als Peiku-Han
- 2002: Jamie Harrold in Der Anschlag als Dillon
- 2004: Garrett Hedlund in Troja als Patroklos
- 2004: Neil Jackson in Alexander als Perdikkas
- 2005: Noah Segan in Brick als Dode
- 2006: Nicolas Bro in Adams Äpfel als Gunnar
- 2007: Johnny Whitworth in Todeszug nach Yuma als Tommy Darden
- 2013: John Ortiz in Fast & Furious 6 als Arturo Braga
- 2015: Walton Goggins in The Hateful Eight als Sheriff Chris Mannix
- 2015: Luke Wilson in Playing It Cool als Samson
- 2016: Hadley Fraser in Legend of Tarzan als John Clayton II

### Serien
- 1998: Joseph Fuqua in Star Trek: Deep Space Nine als Fähnrich Paul Gordon
- 1999–2003, 2006: Rob Lowe in The West Wing – Im Zentrum der Macht als Sam Seaborn
- 2002–2003: Corin Nemec in Stargate – Kommando SG-1 als Jonas Quinn
- 2002–2004: Jeremy London in Eine himmlische Familie als Reverend Chandler Hampton
- 2005: Simon Rex in Hallo Holly als Jeff Campbell
- 2006: Toriumi Kousuke in Pandora Hearts als Gilbert Nightray
- 2006: Eddie McClintock in Desperate Housewives als Frank Helm
- 2007: Jason Bateman in Scrubs – Die Anfänger als Mr. Sutton
- 2008: Corey Sevier in Smallville als Jacob Finley
- 2008–2010: Jeremy Davies in Lost als Dr. Daniel Faraday
- 2008–2010: Jamie Kennedy in Ghost Whisperer – Stimmen aus dem Jenseits als Eli James
- 2009–2012: Neil Jackson in Make It or Break It als Sasha Belov
- 2009, 2012: David Starzyk in Desperate Housewives als Bradley Scott
- 2010–2011: Brian Austin Green in Desperate Housewives als Keith Watson
- 2011: Takahiro Sakurai in Kuroshitsuji II als Claude Faustus
- 2011–2015: Jeremy Davies in Justified als Dickie Bennett
- 2013: Hund mit Blog als Stan
- 2015–2016: Diego Martín in Velvet als Enrique Otegui
- 2016: Hugh Dancy in The Path als Cal Roberts
- 2017: Jeremy Davies in Sleepy Hollow als Malcolm Dreyfuss
- 2018: Hidenobu Kiuchi in Free! Dive to the Future als Mikhail Makarovich
- 2018–2021: Paolo Briguglia in The Hunter als Antonio „Tony“ Calvaruso
- 2019: Reid Scott in Why Women Kill als Eli Cohen
- Seit 2019: Takehito Koyasu in Demon Slayer: Kimetsu no Yaiba als Handteufel
- 2023: Jude Law in What If…? als Yon-Rogg
- Seit 2023: Murray Bartlett in The Last of Us (Episode: Liebe mich, wie ich es will)

## Hörspiele & Hörbücher (Auswahl)
- 2018: Disney-Fluch der Karibik: Fluch der Karibik 5er Box (Alle Kinofilm-Hörspiele in einer Box), Kiddinx Verlag, EAN 4001504125806
- 2025: Harlan Coben: In tiefster Nacht, der Hörverlag, ISBN 978-3-8445-5473-1 (Hörbuch-Download)